# Épsilon Crateris
Épsilon Crateris (ε Crateris / ε Crt / 14 Crateris) es una estrella en la constelación de Crater de magnitud aparente +4,08. Se encuentra a 364 años luz de distancia del sistema solar.
Épsilon Crateris es una de las muchas gigantes naranjas visibles en el cielo nocturno —en esta misma constelación Alkes (α Crateris) y Labrum (δ Crateris) son estrellas de esta clase. De tipo espectral K5III, es una estrella de 4010 K de temperatura. Su radio es 34 veces más grande que el radio solar; si estuviese en el lugar del Sol, se extendería hasta el 40% de la distancia de la órbita de Mercurio. Su masa es aproximadamente igual a la del Sol, pero es una estrella mucho más antigua y evolucionada, con una edad aproximada de 8920 millones de años. El Sol, dentro de 4300 millones de años, tendrá un aspecto similar.
Épsilon Crateris tiene una metalicidad —abundancia relativa de elementos más pesados que el helio— muy inferior a la solar; su contenido relativo de hierro es un 43% del existente en el Sol.